# Hamdi Akujobi
Hamdi Jobi Akujobi (Rotterdam, 20 januari 2000) is een Nederlands-Nigeriaans voetballer die doorgaans speelt als middenvelder. In juli 2022 verruilde hij sc Heerenveen voor Almere City.

## Clubcarrière
Akujobi speelde in de opleiding van Feyenoord en in 2013 verkaste hij naar Spartaan'20. Hier pikte sc Heerenveen hem vijf jaar later op. In april 2019 tekende hij een contract voor drie jaar in Friesland. Tijdens de eerste speelronde van het nieuwe Eredivisieseizoen mocht de middenvelder van coach Johnny Jansen zijn debuut maken tegen Heracles Almelo. Heerenveen won het duel met 0–4 door treffers van Ibrahim Drešević, Jordy Bruijn, Mitchell van Bergen en Chidera Ejuke. Akujobi viel na drieënzeventig minuten in voor Ben Rienstra. In de zomer van 2022 verliep zijn verbintenis bij Heerenveen, waarop Akujobi transfervrij vertrok naar Almere City, waar hij voor twee jaar tekende. Aan het einde van het seizoen 2022/23 promoveerde Akujobi met Almere in de nacompetitie naar de Eredivisie. In maart 2024 werd zijn aflopende verbintenis met een jaar verlengd.

## Clubstatistieken
| Seizoen | Club          | Competitie     | Competitie | Competitie | Beker | Beker | Internationaal | Internationaal | Nacompetitie | Nacompetitie | Totaal | Totaal |
| Seizoen | Club          | Competitie     | Wed.       | Dlp.       | Wed.  | Dlp.  | Wed.           | Dlp.           | Wed.         | Dlp.         | Wed.   | Dlp.   |
| ------- | ------------- | -------------- | ---------- | ---------- | ----- | ----- | -------------- | -------------- | ------------ | ------------ | ------ | ------ |
| 2019/20 | sc Heerenveen | Eredivisie     | 3          | 0          | 0     | 0     | —              | —              | —            | —            | 3      | 0      |
| 2020/21 | sc Heerenveen | Eredivisie     | 6          | 0          | 1     | 0     | —              | —              | —            | —            | 7      | 0      |
| 2021/22 | sc Heerenveen | Eredivisie     | 5          | 0          | 1     | 0     | —              | —              | —            | —            | 6      | 0      |
| 2022/23 | Almere City   | Eerste divisie | 34         | 5          | 2     | 0     | —              | —              | 5            | 0            | 41     | 5      |
| 2023/24 | Almere City   | Eredivisie     | 23         | 0          | 0     | 0     | —              | —              | —            | —            | 23     | 0      |
| 2024/25 | Almere City   | Eredivisie     | 23         | 1          | 1     | 0     | —              | —              | —            | —            | 24     | 1      |
| Totaal  | Totaal        | Totaal         | 94         | 6          | 5     | 0     | 0              | 0              | 5            | 0            | 104    | 6      |

Bijgewerkt op 27 februari 2024.